# Tomás Albornoz
Tomás Albornoz (San Miguel de Tucumán, Tucumán, 17 de septiembre de 1997) es un jugador de rugby argentino que se desempeña como apertura y juega en el Benetton de la United Rugby Championship. Debutó con los Pumas en 2022.

## Carrera

### Tucuman Rugby
Albornoz se formó en Tucumán Rugby, donde debutó en primera en el 2015 y ganó el torneo regional del noa ese mismo año. En el año 2018 volvería a consagrarse campeón, esta vez del Anual Tucumano.

### Jaguares
En 2020 debuta en el súper rugby con la camiseta de Jaguares pero debido a la suspensión del torneo no disputaría muchos partidos.

### Ceibos
En ese mismo 2020 viste la camiseta de Ceibos de la Súper Liga Americana de Rugby 2020 pero la competición también sería cancelada con sólo 2 fechas jugadas.

### Jaguares XV
En 2021 disputaría la Súper Liga Americana de Rugby 2021 con la camiseta de Jaguares XV, en dónde se coronaría campeón ganando todos los partidos (obteniendo puntos bonus en todos los partidos) y sería incluido en el 15 ideal del torneo.

### Benetton
En 2021 se muda a Europa para jugar en  Benetton de la United Rugby Championship, club en el que juega en la actualidad.

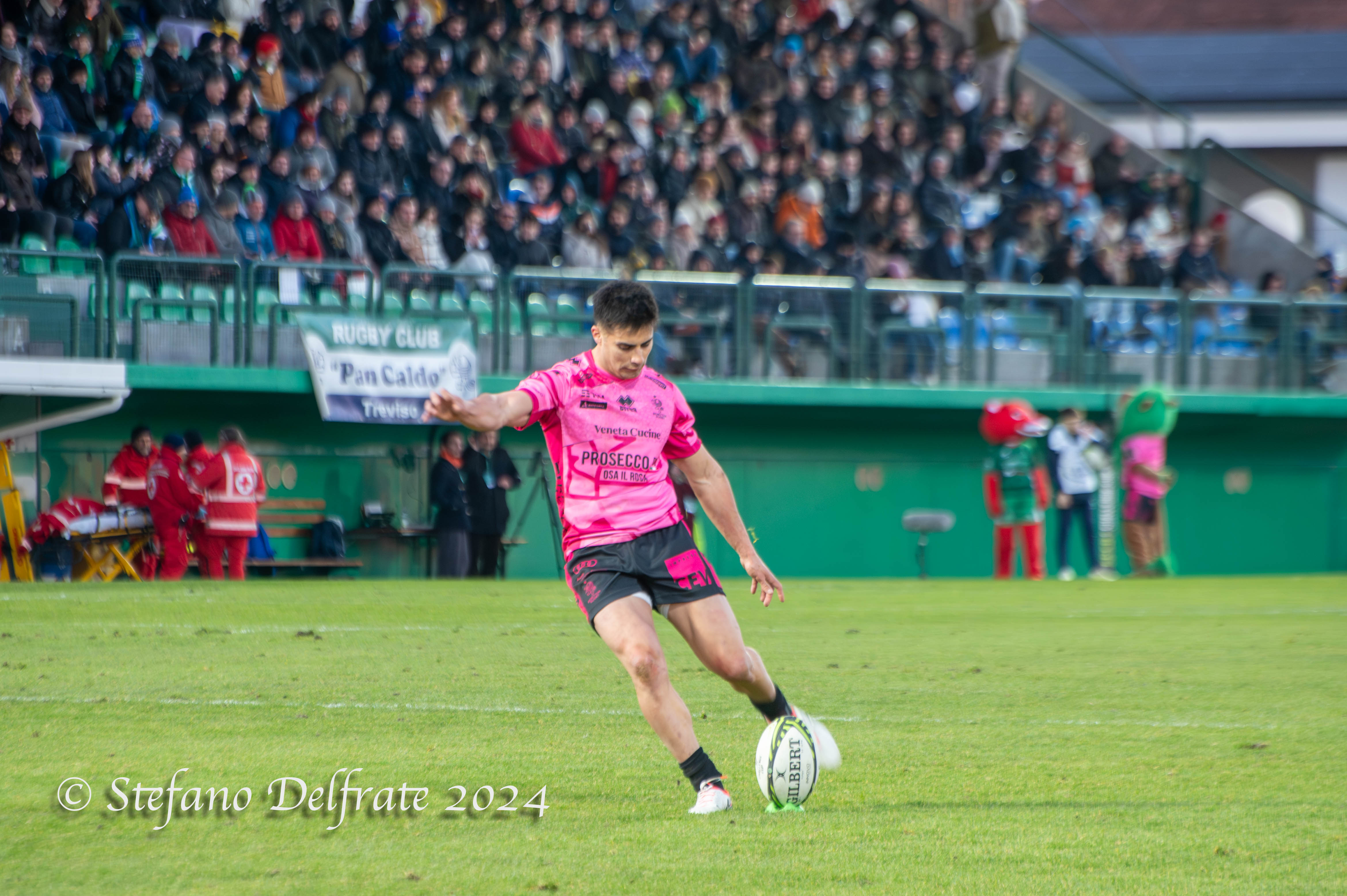

## Selección nacional
Representó a los Pumitas y jugó con ellos el Campeonato Mundial de Rugby Juvenil 2017.
Fue convocado a los Pumas para disputar The Rugby Championship 2022 y allí debutó en la victoria contra los Wallabies.

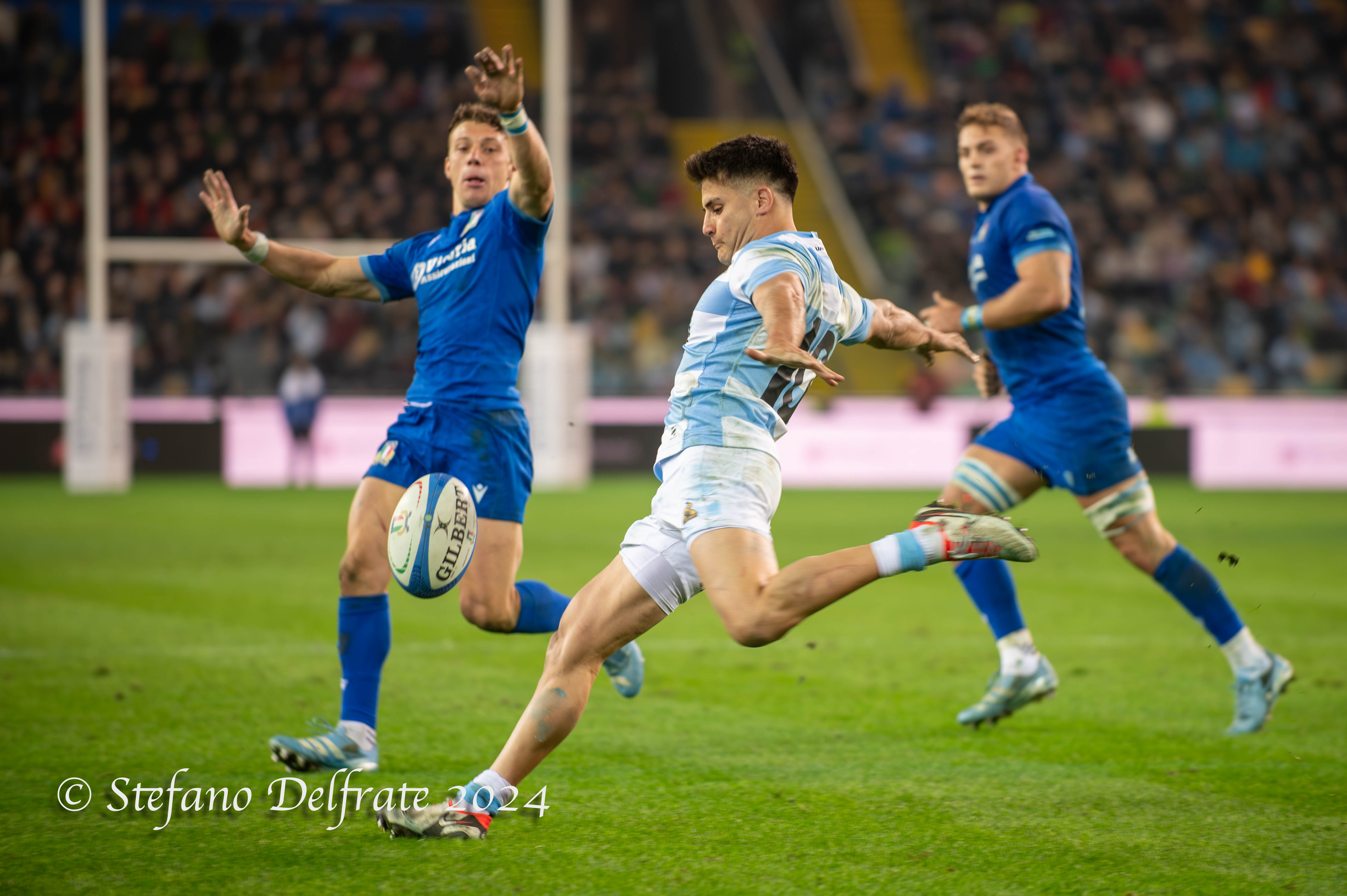
Albornoz jugando para Los Pumas contra Italia.

## Clubes
| Club          | País      |
| ------------- | --------- |
| Tucumán Rugby | Argentina |
| Jaguares      | Argentina |
| Ceibos        | Argentina |
| Jaguares XV   | Argentina |
| Benetton      | Italia    |

## Palmarés
| Título                        | Equipo        | País      | Año  |
| ----------------------------- | ------------- | --------- | ---- |
| Torneo Regional del Noroeste  | Tucumán Rugby | Argentina | 2015 |
| Anual Tucumano                | Tucumán Rugby | Argentina | 2018 |
| Súper Liga Americana de Rugby | Jaguares XV   | Argentina | 2021 |